# Kenneth Gross
Kenneth Gross, född 1941 i Klavreström är en svensk målare, grafiker och skulptör. 
Gross studerade vid Skånska målarskolan, och vid Forums målarskola i Malmö samt grafisk teknik vid Skånska Grafikskolan och under studieresor till Frankrike, Amerika och Belgien. Han har ställt ut i Malmö, Paris och New York samt i ett flertal samlingsutställningar. Bland hans offentliga arbeten märks utsmyckningarna för Nordsjö i Malmö och Ängelholms kommun. Han väckte debatt när han 1983 ville bygga om Klavreströms kvarn till ett konstnärscentrum. Hans konst består främst av djur, människor och natur, men också nuet med ironiska anspelningar på miljöförstöring, stress och överkonsumtion av jordens tillgångar. 